# Donato Ndongo-Bidyogo
Donato Ndongo-Bidyogo (Niefang, 1950) és un escriptor, periodista i polític de Guinea Equatorial.

## Biografia
Durant la dècada de 1980, Ndongo-Bidyogo va ser nomenat Director Adjunt del Col·legi Major Universitari de «Nostra Senyora d'Àfrica», a Madrid. Més tard també fou Director Adjunt del Centre Cultural Hispano-Guineà de Malabo i Director del Centre d'Estudis Africans de la Universitat de Múrcia, lloc que va mantenir fins a mitjans de la dècada del 2000. El 13 de gener de 2005 fou nomenat professor visitant de la Universitat de Missouri, a Columbia, impartint les assignatures de Redacció periodística, així com un seminari sobre Literatura africana d'expressió espanyola. També ha pronunciat nombroses conferències en universitats europees, americanes i africanes.

### Periodisme
Com a periodista, va ser durant deu anys Delegat de l'Agència de notícies espanyola EFE a l'Àfrica central. A més, col·labora amb diversos mitjans de comunicació i publicacions en temes africans: Radio Exterior de España, la Cadena COPE, Mundo Negro, Diario 16, El País, Historia 16, Índice i Destino.

### Activitat política
El 1983 va fundar, juntament amb Severo Moto, el Partit del Progrés de Guinea Equatorial. Exiliat des del 1994 a Espanya per la seva oposició al govern de Teodoro Obiang, va ser Ministre d'Afers Exteriors del Govern de Guinea Equatorial en l'Exili que es va formar a Madrid el 2003.

## Obra
Ndongo-Bidyogo és autor de diversos llibres de narrativa, assaig i poesia. Dins de la narrativa, el 1987 va editar Las tinieblas de tu memoria negra, potser la seva millor novel·la, traduïda al francès (Les Ténèbres de ta mémoire) i publicada el 2003 per l'editora Gallimard, i a l'anglès el 2007 (Shadows of Your Black Memory) als Estats Units per Swan Isle Press. La novel·la, de tema autobiogràfic, tot i que l'autor ho considera més aviat una autobiografia de la seva generació, presenta un nen a Río Muni durant l'últim tram de la colonització espanyola. La visió innocent del nen permet a l'autor una visió irònica i mordaç de les contradiccions del règim colonial.
De la seva primera etapa és el relat El sueño, publicat als anys ’70, que tracta el tema de l'emigració africana cap a la rica Europa, a conseqüència de la crisi econòmica i social en què es troben els països africans després de la independència a causa del neocolonialisme. També és, d'aquesta primera etapa, el seu relat “La travesía”, escrit sota el pseudònim Abeso Nguema, que tracta sobre l'esclavitud, centrant-se en la narració des de la captura fins al captiveri en la bodega d'un vaixell negrer, a l'espera de ser traslladat a una destinació incerta.
També va publicar les novel·les Los poderes de la tempestad el 1997 i El Metro, el 2007. A més, és autor de l'assaig Historia y tragedia de Guinea Ecuatorial (1977) i coautor de España en Guinea (1998).
És molt rellevant la seva implicació en la filologia hispànica, on és considerat un gran expert en la Literatura en castellà de Guinea Equatorial. La seva antologia Antología de la literatura guineana, publicada el 1984, va ser una fita dins del seu camp.

### Novel·la
- Las tinieblas de tu memoria negra. (Madrid, Fundamantos, 1987, primera edición) Barcelona: El Cobre, 2007.
- Los poderes de la tempestad. Madrid: Morandi, 1997.
- El metro. Barcelona: El Cobre, 2007.

### Relats
- El sueño. (1973) Arxivat 2015-09-23 a Wayback Machine.. Publicat originalment a "Papeles de Son Armadans". Palma, nº CCXL, octubre de 1973.
- La travesía. (1977). Publicat amb el pseudònim de Francisco Abeso Nguema, a Nueva narrativa guineana (1977), URGE, Madrid.

### Poesia
- Cántico (1974)

### Assaig
- Historia y tragedia de Guinea Ecuatorial. Madrid, Cambio 16, 1977.
- Antología de la literatura guineana. Madrid: Editora Nacional, 1984.
- España en Guinea: construcción del desencuentro, 1778-1968. Madrid: Sequitur, 1998 (amb Martínez Carreras, José Urbano y Castro Antolín, Mariano L. de).
- Ndongo-Bidyogo, Donato i Ngom, Mbaré (eds.): Literatura de Guinea Ecuatorial (antología). Madrid : SIAL, 2000.